# لهول وسبيتي
لهول و سبيتي رمزها «LS» (بالإنجليزية: Lahaul  and  Spiti)‏ ، هو تقسيم إداري لدولة الهند تتبع ولاية هيماجل برديش (بالإنجليزية: Himachal  Pradesh)‏ ، مركزها هو مدينة كيلونج (بالإنجليزية: Keylong)‏ عدد سكانها حسب تعداد سنة 2001 هو 33,224 ، مساحتها 13,835 كم² وكثافة السكان 2 لكل كم² .

## معرض صور

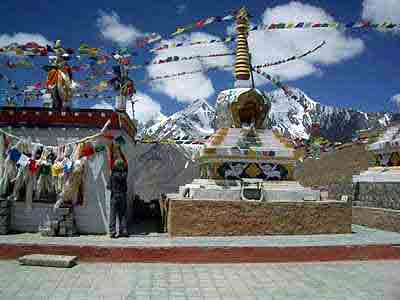
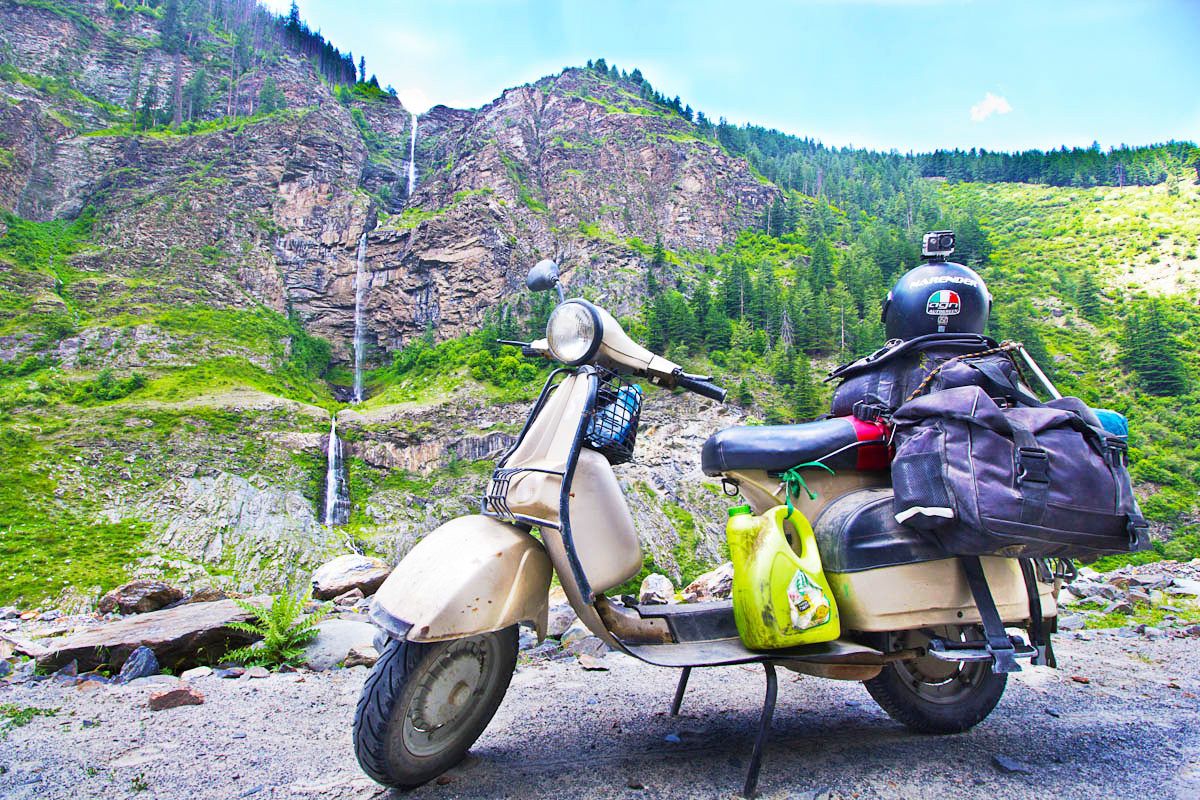
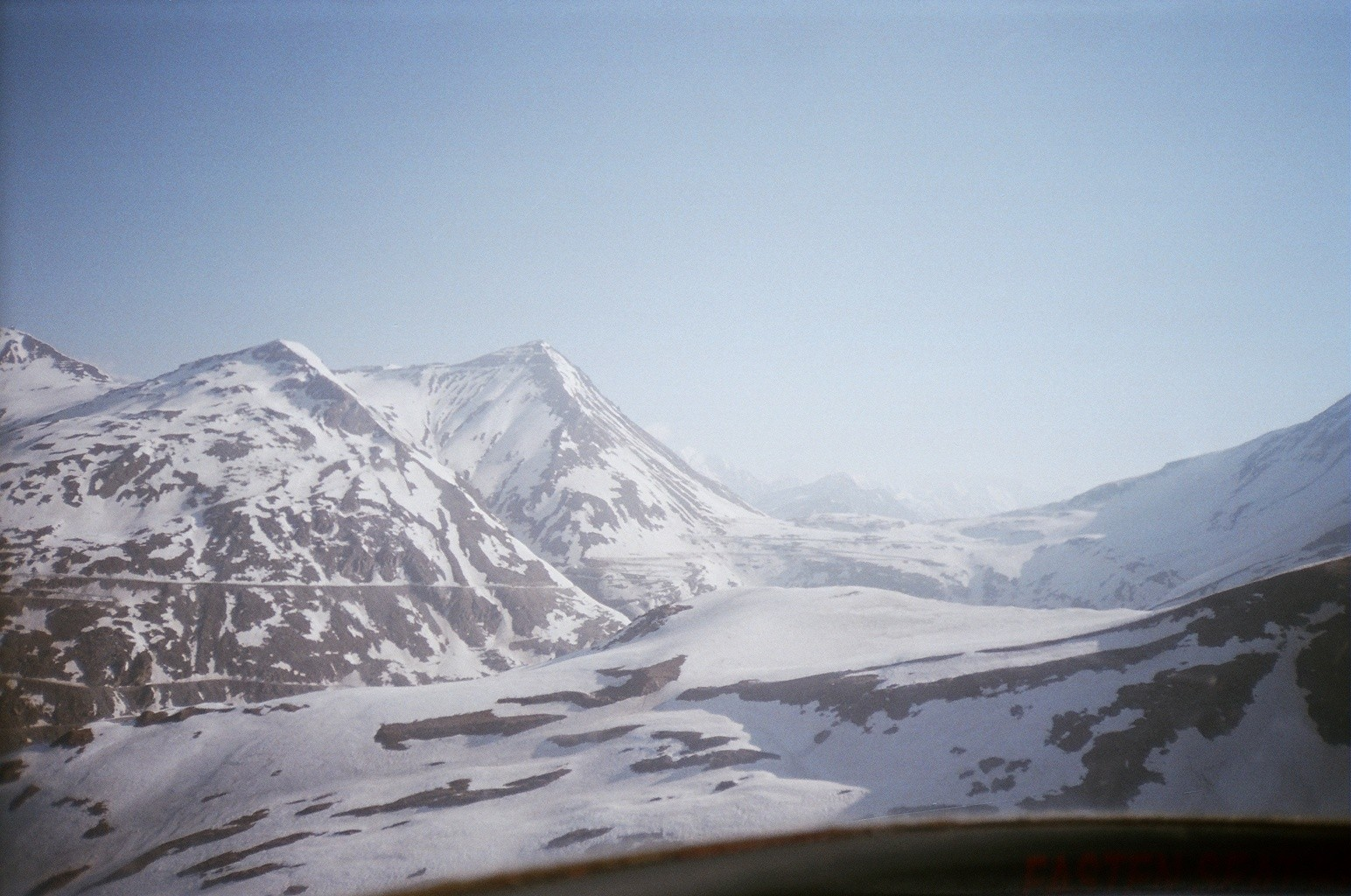
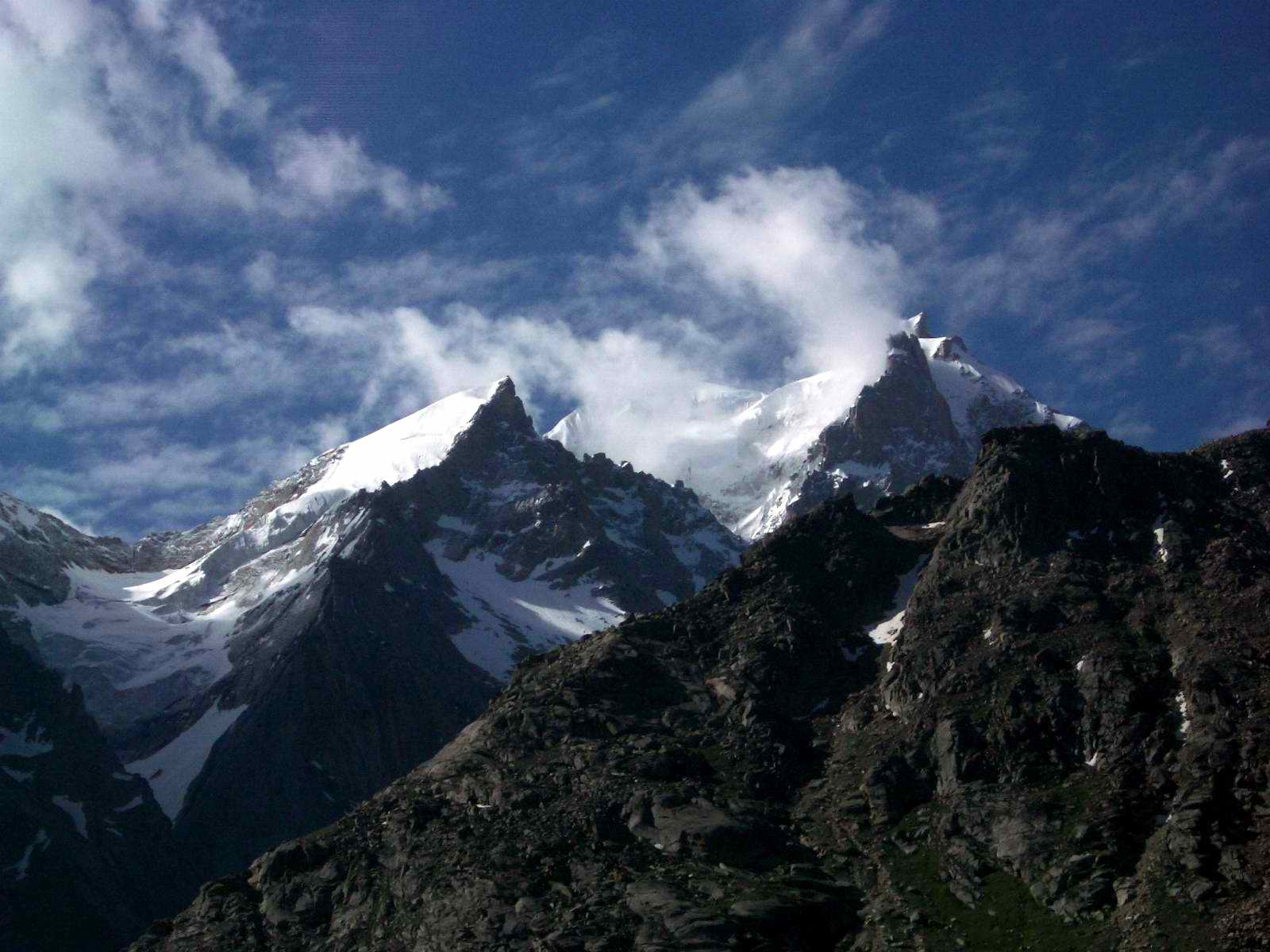